# Bengt Ekerot
Bengt Ekerot (Stockholm, 1920. február 8. – Stockholm, 1971. november 26.) svéd színész.

## Élete és pályafutása
Pályafutása alatt több mint harminc filmben szerepelt. 1957-ben Ingmar Bergman A hetedik pecsét című rendezésében játszhatta el a Halál szerepét, mely legemlékezetesebb alakítása lett. A filmben megjelenített sápadt arcú, fekete csuklyában megjelenő Halál azóta egy alaptípussá vált, nagy hatással volt a karakter későbbi ábrázolására más filmekben és médiumokban egyaránt. Bergman 1958-ban bemutatott Arc című filmjében is szerepelt.
Életmódját láncdohányzás és túlzott alkoholfogyasztás jellemezte. 51 éves korában halt meg tüdőrák következtében.

## Fordítás
- Ez a szócikk részben vagy egészben  a   Bengt_Ekerot című angol Wikipédia-szócikk fordításán alapul.  Az eredeti cikk szerkesztőit annak laptörténete sorolja fel. Ez a jelzés csupán a megfogalmazás eredetét és a szerzői jogokat jelzi, nem szolgál a cikkben szereplő információk forrásmegjelöléseként.